# Berlino: appuntamento per le spie
Berlino: appuntamento per le spie è un film del 1965 diretto da Vittorio Sala.

## Trama
Il colonnello Lancaster è una delle principali spie americane che ha una macchina fotografica in miniatura impiantata chirurgicamente in un occhio. Lancaster, senza saperlo, fotografa segreti per i russi.

## Distribuzione
- È stato pubblicizzato anche col titolo Berlino: appuntamento per le spie (Operazione Polifemo), e distribuito in DVD intitolato Agente 077 - Berlino appuntamento per le spie (Operazione Polifemo)